# Tetrahidrotiofeno
El tetrahidrotiofeno, también conocido como tiolano o THT, es un compuesto organosulfurado con la fórmula (CH2)4S. La molécula consta de un anillo saturado de cinco miembros con cuatro grupos metileno y un átomo de azufre. Es el análogo saturado del tiofeno y, por lo tanto, es el análogo de azufre del THF. Es un líquido volátil, incoloro y de olor intensamente desagradable.

## Síntesis y reacciones
El tetrahidrotiofeno se prepara mediante la reacción de tetrahidrofurano con sulfuro de hidrógeno. Esta reacción en fase de vapor está catalizada por alúmina y otros catalizadores ácidos heterogéneos.  
Este compuesto es un ligando en la química de coordinación, un ejemplo es el complejo cloro(tetrahidrotiofeno)oro(I).
La oxidación del THT produce la sulfona sulfolano, que resulta de interés como disolvente polar e inodoro:
C
4H
8S  +  2 O   →   C
4H
8SO
2
Sin embargo, el sulfolano se prepara de forma más convencional a partir de butadieno.

## Presencia en la naturaleza
Se ha reportado que en la naturaleza existen tetrahidrotiofenos tanto sustituidos como no sustituidos. Por ejemplo, el tetrahidrotiofeno se presenta como un compuesto volátil en Eruca sativa Mill. (rúcula) mientras que los tetrahidrotiofenos monocíclicos sustituidos se han aislado de Allium fistulosum 'Kujou', Allium sativum (ajo), Allium cepa (cebolla), Allium schoenoprasum (cebollino), y Salacia prinoides. Las albomicinas son un grupo de antibióticos que contienen anillos de tetrahidrotiofeno provenientes de Streptomyces, mientras que la biotina y la neotiobinuparidina (y otros alcaloides nuphar) son ejemplos de productos naturales que contienen anillos de tetrahidrotiofeno bicíclicos y policíclicos, respectivamente.

## Aplicaciones
Debido a su olor, el tetrahidrotiofeno se ha utilizado como odorizante en el GLP, aunque ya no en América del Norte. También se utiliza como olorizante para gas natural, generalmente en mezclas que contienen terc-butiltiol .
El tetrahidrotiofeno es una base de Lewis clasificada como base blanda y sus propiedades donantes se analizan en el modelo ECW.